# Paul Yee
Pour les articles homonymes, voir Yee.
Paul Yee, née 1956 en Saskatchewan, est un écrivain canadien. Il a étudié à l'Université de la Colombie-Britannique. Il est lauréat du Prix du Gouverneur général dans la catégorie littérature jeunesse de langue anglaise - texte pour Ghost Train (Le train fantôme) et du Sheila A. Egoff Children's Literature Prize pour Tales from Gold Mountain.

## Œuvres
- Teach Me to Fly
- Skyfighter
- The Curses of Third Uncle
- Ghost Train (Le train fantôme)
- Tales from Gold Mountain
- Saltwater City
- Jade Necklace
- The Boy in the Attic

## Liens
- paulyee.ca